# Type 38 (obice 150 mm)
L'obice da 15 cm Type 38 (三八式十五糎榴弾砲?, Sanhachi-shiki Jyūgo-senchi Ryūdanhō) del 1905, di progettazione tedesca, fu acquistato dall'Esercito imperiale giapponese come obice pesante standard alla fine della guerra russo-giapponese. Il nome era dovuto all'anno di adozione da parte dell'Esercito imperiale, il 38º di regno dell'imperatore Meiji, cioè il 1905.
Alcuni furono riportati affretatamente in servizio per essere installati sullo scafo del carro armato medio Type 97 Chi-Ha, ottenendo così il semovente d'artiglieria Type 4 Ho-Ro.

## Storia

### Sviluppo e produzione
La politica giapponese assegnava la priorità alla Marina imperiale, mentre il rinnovamento dell'arsenale dell'esercito passava in secondo piano, così come la qualità degli acciai necessari per lo stesso. Così lo Stato maggiore generale dell'Esercito ritenne necessario acquistare all'estero le artiglierie necessarie, rivolgendosi alla tedesca Krupp. Le prime unità dell'obice da 15 cm vennero importate a partire dal 1905, per poi passare nel 1911 alla produzione su licenza nell'Arsenale dell'esercito di Osaka.
Dopo la prima guerra mondiale quest'arma venne considerata obsoleta e si tentò di rimpiazzarla con il Type 4. Tuttavia, ancora durante la seconda guerra mondiale, il pezzo era in servizio nei reggimenti di artiglieria pesante di prima linea.

### Impiego operativo
Sebbene obsoleto, il Type 38 da 150 mm operò durante la seconda guerra sino-giapponese, la guerre di confine sovietico-giapponesi e nelle prime fasi della guerra del Pacifico. Contro le truppe cinesi il pezzo si rivelò efficace, a causa della disperata carenza di artiglieria pesante da parte cinese nella prima parte della guerra su questo fronte; tuttavia, ogni qualvolta i giapponesi si trovarono di fronte unità di artiglieria pesante cinese, solitamente equipaggiata con cannoni tedeschi da 15 cm sFH 18 (come per esempio durante la battaglia di Wuhan e quella di Changsha), gli artiglieri dei Type 38 furono puntualmente superati e sconfitti. Gli obici Type 38 trainati vennero ritirati dal servizio di prima linea nel 1942.
Come armamento principale del semovente d'artiglieria Type 4 Ho-Ro, il pezzo venne schierato a Luzon e su altre isole delle Filippine, entrando in azione contro le unità americane nella campagna delle Filippine del 1944-1945. Molti pezzi semoventi vennero invece trattenuti sul territorio metropolitano giapponese in attesa dell'invasione alleata.

## Tecnica
L'obice da 150 mm Type 38 aveva un'impostazione tradizionale per l'epoca, con il solito affusto a coda unica ed i caratteristici sedili per i serventi sulla parte frontale dello scudo. Il sistema di rinculo era del tipo idraulico a molla. La canna montava un otturatore a vite interrotta. Lo scudo era spesso 15,8 mm. Il pezzo doveva essere trainato come pezzo unico da un tiro di 4 pariglie di cavalli, ma il peso si rivelò sempre un grosso limite alla sua mobilità.
Il Type 38 impiegava munizioni ad alto esplosivo, shrapnel, incendiari, a caricamento chimico, illuminanti, fumogeni e traccianti.